# Herbert Henry Cousins
Herbert Henry Cousins (* 1869; † 1949 in Oxford) war ein britischer Agrochemiker.
Herbert Henry Cousins studierte Chemie an den Universitäten von Oxford und Heidelberg und kehrte anschließend nach Oxford zurück. Er wurde Demonstrant im chemischen Labor und Dozent an der University of Oxford. 1894 ging er an das College für Landwirtschaft in Wye in der Grafschaft Kent. 1900 wurde er Insel-Chemiker auf Jamaika und kehrte zurück, um von 1908 bis 1932 den Posten als Direktor des Department of Agriculture zu übernehmen. 1949 starb er in Oxford.

## Publikationen
- H. H. Cousins: The Chemistry of the Garden. A primer for amateurs and young gardeners, 1898
- H. H. Cousins: History of Hope Farm, and Part 1 of the Jamaica Herd Book of Pure Bred Cattle, 1933
- E. T. von Wolf, H. H. Cousins: Farm Foods: Or, the Rational Feeding of Farm Animals, 1895